# Alexander von Lengerke
Alexander von Lengerke (* 30. März 1802 in Hamburg; † 23. Dezember 1853 in Berlin) war einer der kreativsten und vielseitigsten deutschen Agrarschriftsteller in der ersten Hälfte des 19. Jahrhunderts.

## Leben und Wirken
Lengerke, Sohn eines Kaufmanns, besuchte eine Marineschule, widmete sich jedoch nach seiner ersten großen Seereise ganz der Landwirtschaft. Zunächst war er als Lehrling in Schlesien und dann als Gutsverwalter in Schleswig-Holstein tätig. Seine landwirtschaftlichen Kenntnisse vertiefte er bei Franz Christian Lorenz Karsten an der Universität Rostock. Unermüdlich studierte er auf ausgedehnten Wanderungen die landwirtschaftlichen Produktionsmethoden und versuchte seine Erkenntnisse in praxisorientierten Publikationen seinen Berufskollegen nahezubringen. 1826 erschienen seine ersten beiden Bücher über die Landwirtschaft in Mecklenburg und über die Landwirtschaft in Schleswig-Holstein.
1826 kaufte Lengerke das am Stadtrand von Wismar gelegene Gut Wiesch, das er bis 1830 erfolgreich bewirtschaftet. Während dieser Zeit entstand seine 1831 veröffentlichte Darstellung der Landwirthschaft in den Großherzogthümern Mecklenburgs. 1831 übernahm Lengerke als Pächter das Gut Stegen in Holstein. 1835 ging er wieder auf Wanderschaft und berichtete darüber in dem Buch Reise durch Deutschland, in besonderer Beziehung auf Ackerbau und Industrie (1839).
Zwischen 1835 und 1842 entstand das Hauptwerk seiner schriftstellerischen Tätigkeit, ein sechsbändiges Landwirthschaftliches Conversations-Lexikon für Praktiker und Laien. Diese umfangreiche, mit enormen Fleiß erarbeitete Enzyklopädie gilt als das beste Agrarlexikon seiner Zeit. Mehrere Jahre war Lengerke Geschäftsführer der Versammlung deutscher Land- und Forstwirthe. Durch sein hohes Ansehen in der Wissenschaft erhielt er 1841 einen Ruf als Professor für Landwirtschaft an das Collegium Carolinum in Braunschweig. Doch bereits ein Jahr später ging er nach Berlin und wurde Generalsekretär des neu gegründeten Landes-Oekonomie-Collegiums. Bis zu seinem Tode leitete er die Geschäfte dieses höchsten landwirtschaftlichen Gremiums in Preußen. Gleichzeitig übernahm er die Redaktion der seit 1843 erscheinenden Annalen der Landwirthschaft in den Königlich Preußischen Staaten.
In seiner neuen Position bereiste Lengerke ausgiebig alle preußischen Provinzen und berichtete darüber in den von ihm redigierten „Annalen“ sowie in dem fünfbändigen Werk Beiträge zur Kenntniß der Landwirthschaft in den Königlich Preußischen Staaten (1846–1853). Außerdem veröffentlichte er noch zahlreiche praxisorientierte Fachbücher. Beachtenswert aus der Sicht des Pflanzenbaus sind seine Werke über die Bewirtschaftung von Wiesen, über die Anlage von Hecken, über den Kardenbau und über den Mais als Mehl- und Futterpflanze.
1847 begründete er gemeinsam mit seinem Freund, dem Tierzüchter Oswald Mentzel, den „Landwirtschaftlichen Hülfs- und Schreib-Kalender“, der mit den Namen der beiden Begründer im Jahre 2007 im 156. Jahrgang erschienen ist (jetziger Titel: Mentzel und v. Lengerke’s landwirtschaftlicher Hilfs- und Schreib-Kalender).
Alexander von Lengerke war ein Agrarschriftsteller mit einer ungewöhnlichen Urteilskraft. Er hat ein umfassendes Bild über die Wissenschaft und Praxis des Landbaus in der ersten Hälfte des 19. Jahrhunderts hinterlassen. Für die historische Agrarforschung sind seine Werke eine fundamentale, bisher jedoch noch weitgehend unbeachtete Informationsquelle.

## Hauptwerke
- Landwirthschaftliche Reise durch Mecklenburg im Spätsommer und Herbst 1825, oder Beiträge zur Kenntniß der Mecklenburgischen Güterwirthschaften. Rostock 1826.
- Die Schleswig-Holsteinische Landwirthschaft. 2 Bände, Berlin 1826.
- Die mecklenburgische Pferdezucht. Reimer, Berlin 1827 Digitalisat in der Tierärztlichen Hochschule Hannover
- Darstellung der Landwirthschaft in den Großherzogthümern Mecklenburgs. Nach eigener Anschauung und Praxis, den besten älteren und neueren Quellen und Hülfsmitteln entworfen. 2 Bände, Digitalisat Band 1, Gebrüder Bornträger, Königsberg 1831.
- Anleitung zum praktischen Wiesenbau. Mit besonderer Berücksichtigung des Zustandes und der Bedürfnisse der norddeutschen Wiesenwirthschaft. Prag 1836; 2. Aufl. Prag 1844.
- Landwirthschaftliches Conversations-Lexikon für Praktiker und Laien. 4 Bände, Prag 1837 und 1838 nebst zwei Supplement-Bänden. Braunschweig 1841 und 1842.
- Reise durch Deutschland, in besonderer Beziehung auf Ackerbau und Industrie. Prag 1839.
- Landwirtschaftliche Statistik der deutschen Bundesstaaten, (in zwei Bänden) Digitalisat Band 1, Friedrich Vieweg und Sohn, Braunschweig 1840.
- Beiträge zur Kenntniß der Landwirthschaft in den Königlich Preußischen Staaten. 5 Bände, Berlin 1846–1853.
- Annalen der Landwirthschaft in den Königlich Preußischen Staaten, Hrsg. Präsidium des Königl.-Landes-Oeconomie-Collegoiums (mehrere Jahrgänge) um 1850, Ausgabe Supplement 1850, mit Bericht über den Congreß Berlin Mai 1850
- Anleitung zur Anlage, Pflege und Nutzung der lebendigen Hecken. Berlin 1846; 2. Aufl. 1847, 3. Aufl. 1860, 4. Aufl. Neudamm 1896.
- Untersuchungen über die Torfmoore im Allgemeinen. Berlin 1847. (Digitalisat in der Digitalen Bibliothek Mecklenburg-Vorpommern)
- Der Kardenbau im preußischen Staate. Eine Darstellung des gegenwärtigen Umfanges dieser Cultur, die Mittel und Wege zu ihrer Verbesserung und Erweiterung, und insbesondere zu ihrer rationellen Ausübung. Berlin 1849; 2. Aufl. 1852.
- Anleitung zum Anbau von Mais als Mehl- und Futterpflanze mit Rücksicht auf die physikalischen Verhältnisse des nördlichen Deutschlands. Berlin 1850; 2. Aufl. 1851, 3. Aufl. 1898.
- Landwirthschaftliche Skizzen von Rheinpreußen: die Regierungsbezirke Cöln, Coblenz, Trier. Wiegandt und Grieben, Berlin 1853. Digitalisat

## Weitere Literatur
- Hermann von Wenckstern: Drei Zeitgenossen Thünens Alexander von Lengerke (1802 - 1853), Lukas Andreas Staudinger (1770 - 1842), Caspar von Voght (1752 - 1839). Biographische Darstellung durch Auszüge aus dem nach neuen Gesichtspunkten gegliederten Katalog, 1955.

## Weblink
- Literatur über Alexander von Lengerke in der Landesbibliographie MV